# اچ‌ام‌اس سالورمان (۱۸۰۸)
اچ‌ام‌اس سالورمان (۱۸۰۸) (به انگلیسی: HMS Salorman (1808)) یک کشتی است که طول آن 68'2" (Danish) می‌باشد. این کشتی در سال ۱۷۸۹ ساخته شد.